# Lilija Małanczuk
Lilija Serhijiwna Małanczuk (ukr. Лілія Сергіївна Маланчук; ur. 15 sierpnia 2001) – ukraińska zapaśniczka startująca w stylu wolnym. Zajęła piąte miejsce na mistrzostwach Europy w 2022 i 2025. Druga w indywidualnym Pucharze Świata w 2020. 
Trzecia na MŚ U-23 w 2023. Wygrała ME U-23 w 2024, druga w 2023 i trzecia w 2021. Wicemistrzyni świata juniorów w 2021 roku.